# Anthon van Rappard
Anthon Gerard Alexander van Rappard (Zeist, 14 de maio de 1858 — Santpoort, 21 de março de 1892) foi um pintor holandês, discípulo de Lawrence Alma-Tadema. De família rica e aristocrática, foi encorajado desde jovem por seu pai a seguir a carreira artística. 
Grande amigo de Vincent van Gogh, ambos mantiveram uma extensa correspondência. Ao todo, foram preservadas 55 cartas que, atualmente, encontram-se no Museu Van Gogh, em Amsterdã. A amizade entre os dois artistas se esfriou quando van Rappard não foi pessoalmente prestar condolências após o pai do amigo falecer. No entanto, houve também outro motivo para o distanciamento: as duras criticas que van Rappard dirigiu ao quadro Os Comedores de Batata, feito em 1885 por van Gogh.

## Trabalhos

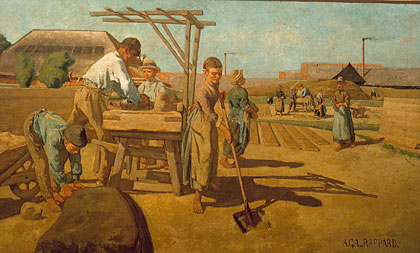
Trabalhadores em uma Olaria de Ruimzicht
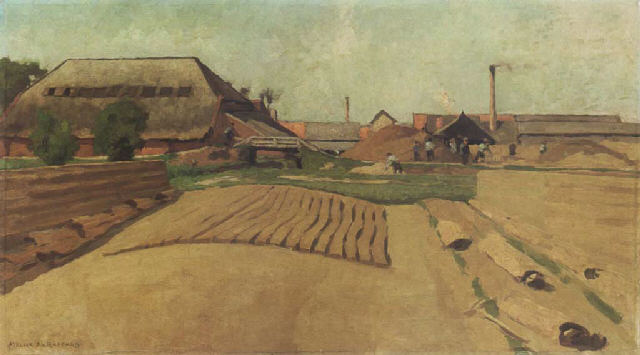
Vista da Olaria de Ruimzicht
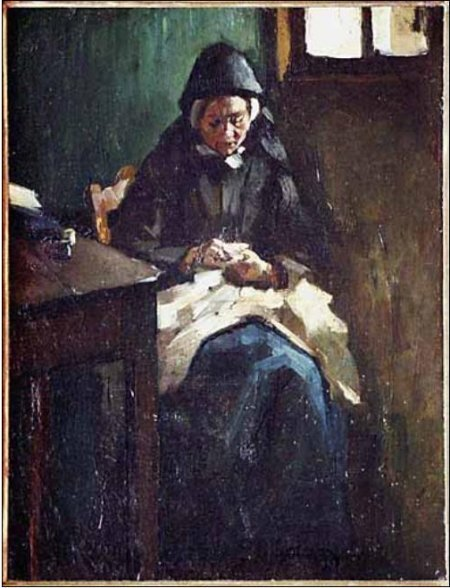
Mulher Sentada Chorando
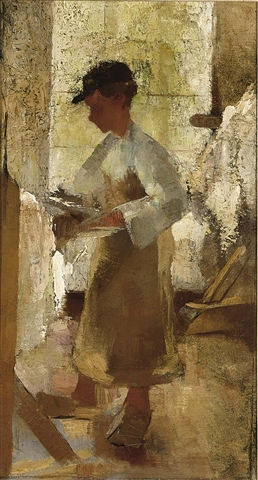
Um Jovem Trabalhador em uma Armação de Estirar
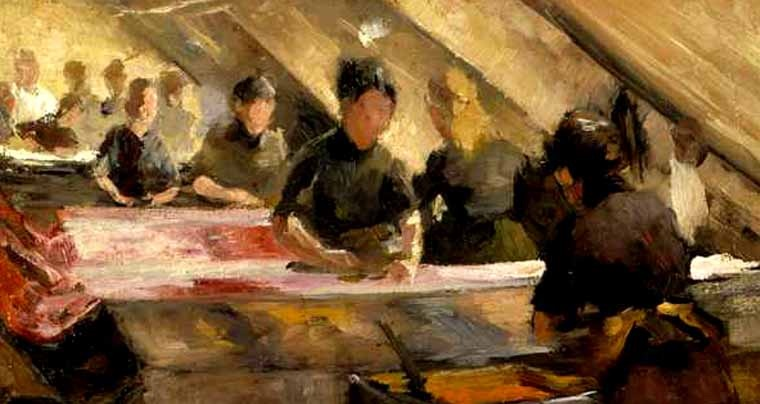
Oficina Textil